# Molinaranea magellanica
Molinaranea magellanica är en spindelart som först beskrevs av Charles Athanase Walckenaer 1847.  Molinaranea magellanica ingår i släktet Molinaranea och familjen hjulspindlar. Inga underarter finns listade i Catalogue of Life.